# Marco Berger
Marco Berger (Buenos Aires, 8 dicembre 1977) è un regista cinematografico argentino.

## Biografia
Marco Berger esordisce alla regia nel 2008 con i cortometraggi Una última voluntad e El reloj. L'anno seguente il suo primo lungometraggio, Plan B, viene presentato al festival internazionale di cinema indipendente di Buenos Aires (Buenos Aires International Festival of Independent Cinema) ed è in concorso al Festival di Roma. Il film raccontala storia d'amore tra due ragazzi e vede la partecipazione degli attori Manuel Vignau, nel ruolo di Bruno, e Lucas Ferraro, in quello di Pablo.

Al Festival internazionale del cinema di Berlino 2011 il suo film Ausente - Assente ha vinto il Teddy Awards per il miglior film a tematica LGBT con la seguente motivazione: 

## Filmografia

### Regista
- El reloj - cortometraggio (2008)
- Una última voluntad - cortometraggio (2008)
- Plan B - Piano B (Plan B) (2009)
- El Secreto del Dagrón Escondido - cortometraggio (2009)
- Cinco, co-diretto con Cecilia del Valle, Francisco Forbes, Andrew Sala e Cinthia Varela (2010)
- Ausente - Assente (Ausente) (2011)
- Tensión sexual, Volumen 1: Volátil, co-diretto con Marcelo Mónaco (2012)
- Sexual Tension: Violetas (Tensión sexual, Volumen 2: Violetas), co-diretto con Marcelo Mónaco (2013)
- Hawaii (2013)
- Mariposa (2015)
- Taekwondo, co-diretto con Martín Farina (2016)
- Un rubio (2019)
- El cazador (2020)
- Die Dominikanische Republik: Lebensfreude und Lockenwickler - documentario televisivo (2020)
- Gualeguaychú: el país del carnaval - documentario (2021)
- Los Agitadores (2022)
- L'amante dell'astronauta (Los amantes astronautas) (2024)